# New Woman
New Woman è un singolo della rapper thailandese Lisa, pubblicato il 15 agosto 2024 come secondo estratto dal primo album in studio Alter Ego.
Il brano vede la partecipazione della cantante spagnola Rosalía.

## Pubblicazione
Dopo aver reciso il contratto con l'etichetta YG per quanto riguarda la propria carriera da solista, Lisa ha fondato la propria etichetta nel febbraio 2024 e stretto un accordo di co-distribuzione della propria musica con la RCA Records. La prima pubblicazione è stata il singolo Rockstar, avvenuta nel giugno 2024.
Lisa e Rosalía hanno espresso ammirazione reciproca nel corso degli anni. Durante un'intervista concessa a Radio Disney México nel marzo 2022, Rosalía si è definita un'ammiratrice della collega thailandese, di cui apprezza le capacità coreografiche e ne riconosce il talento. Due mesi più tardi, Lisa ha fatto dichiarazioni simili sulla musica e sulla persona di Rosalía a Rolling Stone.
Le due artiste hanno annunciato ufficialmente il singolo il 6 agosto, rivelandone il titolo New Woman insieme alla data di uscita del brano fissata al 15 agosto. L'annuncio è stato accompagnato anche dalla copertina del singolo, che raffigura Lisa e Rosalía che fissano la telecamera con i loro occhiali da sole, Lisa con un corsetto e una giacca di pelle, mentre Rosalía con un cappotto rosa.

## Promozione
La rapper ha eseguito New Woman per la prima volta dal vivo in occasione degli MTV Video Music Awards, tenutisi l'11 settembre 2024. Ha inoltre eseguito la canzone come headliner al Global Citizen Festival, che si è svolto il 28 settembre a Central Park, New York. La notte di Capodanno 2024, Lisa ha cantato la canzone all'evento Amazing Thailand Countdown 2025 all'Iconsiam di Bangkok.

## Accoglienza
Robin Murray di Clash ha descritto il brano come «una vera dichiarazione di energia pop femminile». Danielle Chelosky di Stereogum lo ha definito un «tormentone estivo» con «un cambio di ritmo sorprendente». Janice Sim di Vogue Singapore lo ha descritto come un brano «sinuoso e groovy che mostra un nuovo lato di Lisa». Rolling Stone ha classificato New Woman la 70ª miglior canzone del 2024 e ha affermato che «spacca in una modalità teen pop della fine degli anni novtanta», lodando i «beat più svedesi che mai» per la loro capacità di richiamare l'era di Total Request Live e il video, che «erotizza i telefoni a conchiglia e i fax». Allo stesso modo, NME ha nominato il brano la 24ª miglior canzone K-pop del 2024, affermando che Lisa è partita «a tutta forza» e che tutte le parti del pezzo si combinano senza sforzo, dando vita a «uno dei brani più avvincenti dell'anno». Hanno elogiato la «raffinata leggerezza del pre-chorus», che «mette in mostra le capacità vocali di Lisa» in un modo che la YG aveva finora sottovalutato, così come la partecipazione «carismatica» di Rosalía. Thania Garcia di Variety ha definito il brano una delle peggiori canzoni del 2024, descrivendolo come una «collaborazione che sulla carta suona benissimo, ma che fallisce nella pratica». Ha elogiato Lisa e Rosalía individualmente come «cantanti eccezionali» e «virtuose nella creazione di mondi immersivi per amplificare la loro musica», ma ha ritenuto che le due artiste non funzionassero bene insieme. Secondo Garcia, il ritmo del brano, che inizia con Lisa mentre dichiara di essere su un «nuovo percorso di sperimentazione audace» su una base vivace, subisce una «frenata brusca» quando inizia il verso di Rosalía, che appare «scollegato» e simile a una canzone completamente diversa, come se le due avessero registrato le loro parti separatamente.

## Video musicale
Il video, diretto da Dave Meyers, è stato reso disponibile in concomitanza con l'uscita del pezzo attraverso il canale YouTube della Lloud. Girato a Los Angeles, il video ha totalizzato oltre 24 milioni di visualizzazioni nelle prime 24 ore dalla pubblicazione, superando Guess di Charli XCX e Billie Eilish, che aveva ottenuto 3,7 milioni di visualizzazioni nello stesso lasso di tempo, diventando così il debutto di una collaborazione femminile di maggior successo sulla piattaforma nel 2024.

## Tracce
Testi e musiche di Lisa, Rosalía Vila Tobella, Max Martin, Ilya, Tove Burman e Tove Lo.
1. New Woman (feat. Rosalía) – 2:59

## Formazione
- Lisa – voce
- Rosalía – voce aggiuntiva
- Max Martin – produzione, programmazione, basso, batteria, tastiere
- Ilya – produzione, programmazione, basso, batteria, tastiere, cori di sottofondo
- Tove Lo – cori di sottofondo
- Tove Burman – cori di sottofondo
- Doris Sandberg – cori di sottofondo
- Sam Holland – ingegneria del suono
- Anthony Vilchis – assistenza all'ingegneria del suono
- Bryce Bordone – assistenza all'ingegneria del suono
- Trey Station – assistenza all'ingegneria del suono
- Zach Perayra – assistenza all'ingegneria del suono
- David Rodriguez – assistenza tecnica vocale
- Jelli Dorman – assistenza tecnica vocale
- Kuk Harrell – produzione vocale
- Șerban Ghenea – missaggio
- Manny Marroquin – missaggio
- Ryan Smith – mastering

## Successo commerciale
New Woman ha raggiunto la 15ª posizione della classifica mondiale di Billboard, mentre nella classifica Billboard Global Excl. US, la canzone ha debuttato al 6º posto con 54,5 milioni di stream e 10 000 copie vendute al di fuori degli Stati Uniti. Questo segna il quarto successo nella top ten per Lisa e il quinto per Rosalía. Con questo risultato, Lisa è diventata il membro delle Blackpink con il maggior numero di top ten, superando Jennie con tre, mentre Rosé e Jisoo ne hanno una ciascuna. Inoltre, ha eguagliato i quattro piazzamenti in top ten ottenuti dalle Blackpink come gruppo. Negli Stati Uniti, New Woman ha debuttato al 97º posto nella Billboard Hot 100, diventando il quarto ingresso in classifica di Lisa come solista. Con questo, Lisa è diventata la prima solista K-pop a piazzare quattro canzoni nella classifica, un ex aequo con J-Hope, Suga e V come artisti K-pop con il maggior numero di brani in classifica, superata dai BTS, dal suo gruppo Blackpink, Jung Kook, Jimin, Psy e dalle NewJeans.

## Classifiche
| Classifica (2024) | Posizione massima |
| ----------------- | ----------------- |
| Argentina         | 88                |
| Canada            | 80                |
| Corea del Sud     | 147               |
| Filippine         | 43                |
| Francia           | 76                |
| Grecia            | 95                |
| Hong Kong         | 17                |
| Irlanda           | 83                |
| Lituania          | 78                |
| Malaysia          | 4                 |
| Panama            | 54                |
| Portogallo        | 55                |
| Regno Unito       | 55                |
| Singapore         | 8                 |
| Spagna            | 12                |
| Stati Uniti       | 97                |
| Svizzera          | 62                |
| Taiwan            | 5                 |

## Date di pubblicazione
| Paese  | Data           | Formato                      | Etichetta  | Nota   |
| ------ | -------------- | ---------------------------- | ---------- | ------ |
| Mondo  | 15 agosto 2024 | Download digitale, streaming | Lloud, RCA | [ 34 ] |
| Italia | 23 agosto 2024 | Contemporary hit radio       | Sony Italy | [ 35 ] |